# Santa Maria del Castell de Saldes
Santa Maria del Castell és una petita ermita romànica al costat de l'antic castell de Saldes de la qual es tenen notícies des del segle xii quan era la capella del castell. És a deu minuts de Saldes en cotxe en direcció nord-est, el conjunt queda enlairat dominant la vall des de la falda de la muntanya.

## Arquitectura
Petit temple de nau única, coberta amb volta apuntada i acabada amb un absis ovalat, orientat a llevant. L'absis és fet amb pedres de diferents mides sense polir i rejuntades amb argamassa. La porta primitiva, coberta amb un arc adovellat i encarada a migjorn, està actualment tapada. Quant a la porta actual, a ponent, està disposada a sota del campanar d'espadanya. Aquest està descentrat i és d'una sola obertura.
L'estructura és de pedra de diferents mides, tot i que molta part està emblanquinat. L'interior està enguixat, amb l'absis tapiat per un envà al qual hi ha adossada una fornícula de fusta amb una còpia de la imatge de la marededeu del Castell, ja que l'original es perdé durant la Guerra Civil. Actualment hi ha una imatge de la Mare de Déu del Remei.
Sembla que la capella ha estat molt retocada i poca cosa resta de l'època en què fou construïda que es dataria en ple segle xiii, si no posterior.

## Marededeu del Castell
La imatge romànica de Santa Maria del Castell de Saldes està desapareguda. Sembla probable que a inici del segle xx passés a formar part de la col·lecció del Museu de Vic i va desaparèixer durant la Guerra Civil. Era una imatge tipològicament del segle xiii, de talla de fusta policromada, mostrant la Mare de Déu asseguda en un setial i amb el fill assegut al genoll esquerre, tal com es pot apreciar en una fotografia que es conserva.

## Història
Quan es va construir era l'església del castell de Saldes, al comtat de Cerdanya i dins els dominis de la família baronial dels Pinós. Estava vinculada a la parroquial de Sant Martí de Saldes. Les primeres notícies del lloc de Saldes són del segle ix però el castell no és referenciat fins a mitjan segle xi entre els anys 1068 i 1097 quan Galceran, fill de Sicardis, feia jurament de fidelitat al comte de Cerdanya per un seguit de castells entre els quals hi havia el de Saldes («Salices»). És a partir de l'existència d'aquest castell que es pot esmentar la possible existència de l'església de Santa Maria, malgrat que les notícies concretes són ja del segle xiii.
L'any 1259, Galceran de Pinós instituí Guillem, clergue de Santa Maria de Saldes i els seus fills, al castell, per tal que el servissin perpètuament en la guàrdia i custòdia del lloc. L'any 1288 el mateix Galceran de Pinós instituïa el benefici eclesiàstic de la capella del castell de Saldes a favor de P. Pontii, clergue del santuari de Gresolet, amb l'obligació de fer-hi continuada residència. A final del segle xiii Galceran IV de Pinós feia testament i deixava a l'església de Santa Maria del castell de Saldes la quantitat de 50 sous. Els successius barons no descuidarien mai el servei d'aquesta petita església; sovint passaven llargues temporades en la fortalesa. Ja entrat el segle xiv els testaments dels nobles de Pinós recorden Santa Maria. L'any 1361 Marquesa de Pinós feia testament i deixava 20 sous de Barcelona per a il·luminar la capella.
Santa Maria no fou mai parroquial. L'any 1312, en el curs de la visita al deganat del Berguedà, no se l'esmenta i es considera sempre vinculada a Sant Martí, que es defineix sovint com a església major del terme («ecclesiam majorem»). L'any 1370 consten unes obres al castell de Saldes que possiblement afectaren l'església, almenys pel que fa a l'ornamentació. El segle xviii ja era una simple capella, sense caràcter de sufragània.
A mitjan segle xiii ja es confirma l'existència de dues esglésies a Saldes, la del castell dedicada a Santa Maria, i la del poble dedicada a Sant Martí i considerada al segle xiv la principal.